# Сунтынглемынг
Сунтынглемынг (устар. Сунты-Лемын) — река в России, протекает по Ханты-Мансийскому АО. Устье реки находится в 33 км по левому берегу реки Лямин 2-й. Длина реки составляет 127 км, площадь водосборного бассейна 801 км².
Высота устья — 60,2 м над уровнем моря.

## Притоки
- 10 км: Ермакъюган (лв)
- 11 км: Пайтояха (лв)
- 17 км: Тыяха (лв)
- 27 км: Ай-Варынгъюган (пр)
- Туманъюган (лв)
- Нялпынглоръюган (лв)
- Вентаата (Нохыпъюхъюган) (лв)
- 61 км: Сутталтынг-Айюган (пр)

## Данные водного реестра
По данным государственного водного реестра России относится к Верхнеобскому бассейновому округу, водохозяйственный участок реки — Обь от города Нефтеюганск до впадения реки Иртыш, речной подбассейн реки — Обь ниже Ваха до впадения Иртыша. Речной бассейн реки — (Верхняя) Обь до впадения Иртыша.
Код объекта в государственном водном реестре — 13011100212115200046232.